# Prefettura di Tône
La prefettura di Tône è una prefettura del Togo situata nella regione di Savane con 286.479 abitanti al censimento 2010. Il capoluogo è la città di Dapaong.